# Schilddrüsenunterfunktion des Hundes

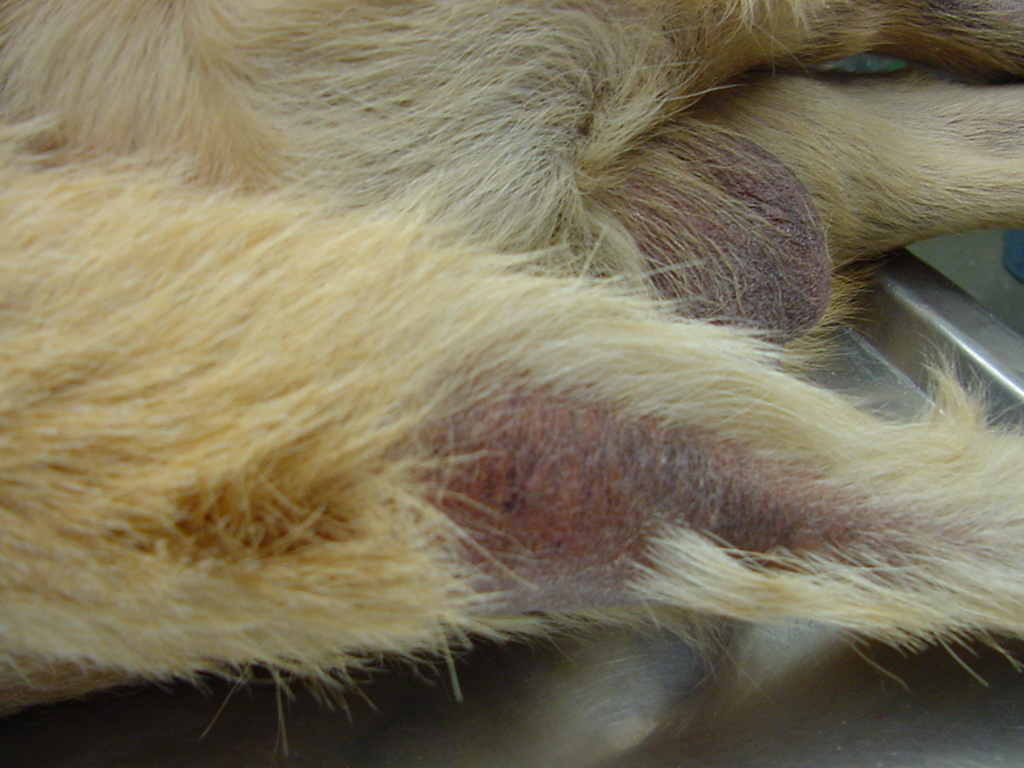
Haarausfall im Schwanzbereich („Rattenschwanz“) bei einem Labrador Retriever mit Schilddrüsenunterfunktion

Die Schilddrüsenunterfunktion des Hundes (synonym canine Hypothyreose oder caniner Hypothyreoidismus) ist eine endokrinologische (hormonelle) Erkrankung der Haushunde. Sie ist wie die Schilddrüsenunterfunktion des Menschen durch eine unzureichende Produktion der Schilddrüsenhormone gekennzeichnet. Die häufigste Ursache ist die Zerstörung des Schilddrüsengewebes ohne erkennbare Ursache oder durch das körpereigene Immunsystem. Was Letzteres auslöst, ist allerdings ebenfalls unbekannt. Da diese Erkrankung bei einigen Hunderassen gehäuft auftritt, ist sie zumindest zum Teil erblich bedingt. Deutlich seltener ist der übergeordnete hormonelle Regelkreis der Schilddrüse im Hypothalamus oder in der Hypophyse (Hirnanhangdrüse) gestört.
Zumeist sind Hunde großer Hunderassen und mittleren Alters betroffen. Typische Anzeichen sind Abgeschlagenheit, Bewegungsunlust und Gewichtszunahme. Sehr häufig treten auch Hautprobleme wie Haarausfall („Rattenschwanz“), übermäßige Pigmentierung und trockene Haut auf, aber auch andere Organsysteme können betroffen sein. Zur Diagnostik werden routinemäßig die Blutspiegel des Schilddrüsenhormons Thyroxin und des Hirnanhangsdrüsenhormons Thyreotropin bestimmt. Es gibt aber Fälle, in denen keine eindeutige Diagnose möglich ist, insbesondere wenn der Thyroxinspiegel durch andere Erkrankungen erniedrigt ist (Euthyroid-Sick-Syndrom). Daher zählt die Hypothyreose beim Hund nicht nur zu den häufigsten endokrinologischen Krankheiten, sondern auch zu den am häufigsten überdiagnostizierten. Das bedeutet, dass sie oft fälschlicherweise als Schilddrüsenerkrankung eingestuft wird (Fehldiagnose). Die Behandlung erfolgt lebenslang durch die Gabe von Schilddrüsenhormon (Levothyroxin) in Tabletten- oder flüssiger Form. Wenn anhand der Laborbefunde keine eindeutige Diagnose möglich ist, das klinische Bild aber klar für eine Hypothyreose spricht, wird die Behandlung zunächst versuchsweise eingeleitet, anhand des Heilungserfolgs kritisch bewertet und bei ausbleibender Besserung wieder abgebrochen.

## Fachbegriffe
Das Adjektiv canin leitet sich von lateinisch canis ‚Hund‘ ab. Hypothyreose ist eine Wortzusammensetzung aus altgriechisch ὑπό- hypo- ‚unter‘ und θυρεός thyreós ‚Schild‘. Da die Schilddrüse wie ein Schild vor der Luftröhre liegt, ist der anatomisch-lateinische Fachbegriff für dieses Organ Glandula thyr[e]oidea (lateinisch glandula bedeutet ‚Drüse‘). Die Endung -(o)id ‚ähnlich‘ beziehungsweise -ose (-ωσις) stammt aus dem Griechischen und steht für Erkrankungen.

## Biologische Grundlagen

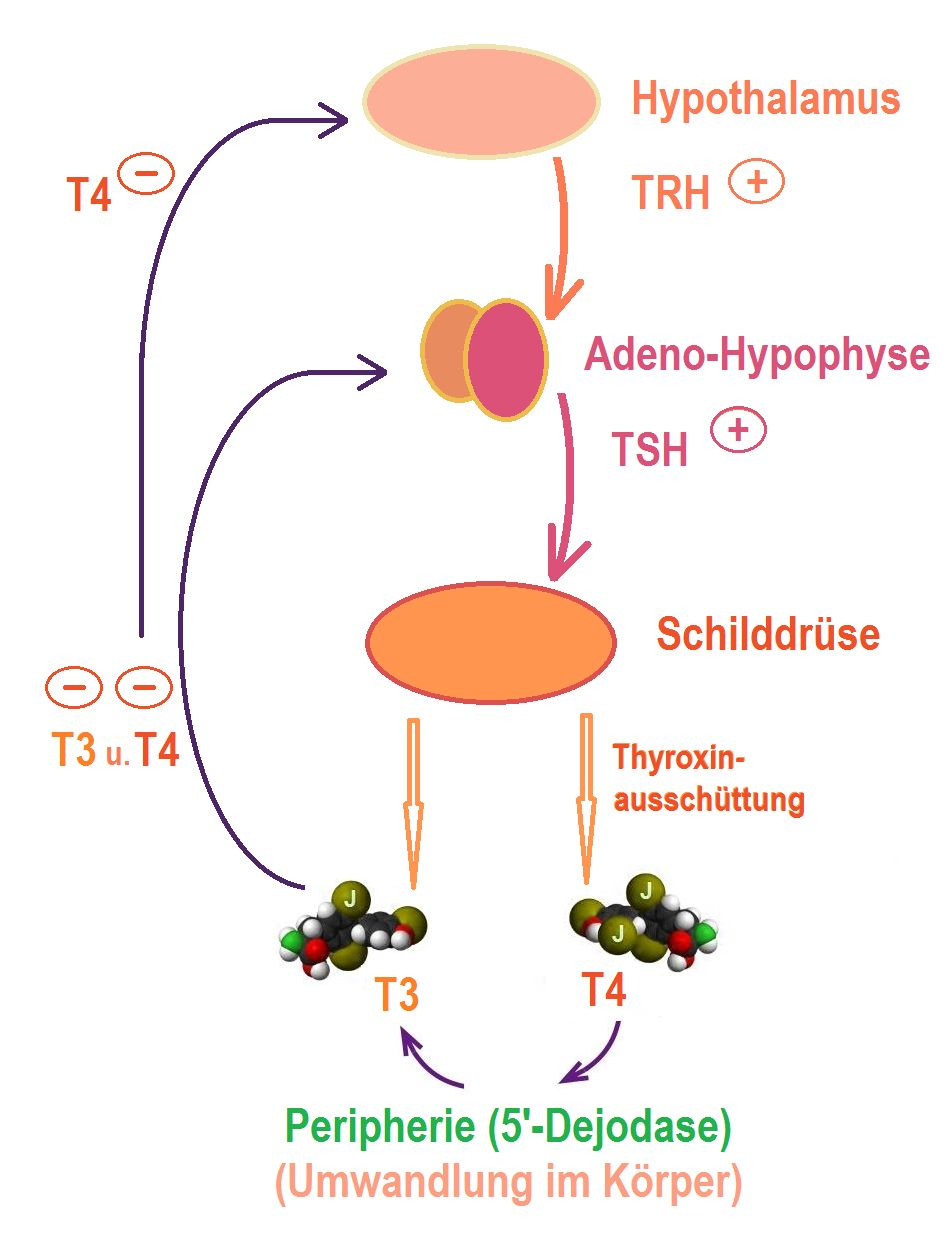
Regulation der Funktion der Schilddrüse (Thyreotroper Regelkreis)

Die Schilddrüse ist eine endokrine Drüse (Hormondrüse), die bei Säugetieren in einen rechten und einen linken Lappen (Lobus dexter und sinister) unterteilt ist. Diese spindelförmigen Gebilde liegen beidseits an der Luftröhre brustwärts des Kehlkopfs. Zusammen haben beide Schilddrüsenlappen beim gesunden Golden Retriever ein Gesamtvolumen von etwa 950 mm3, beim Beagle von 300 bis 800 mm3 mit der Tendenz zur Größenabnahme mit zunehmendem Alter. Die Schilddrüsenmasse beträgt beim Hund zwischen 0,6 und 25 g und ist von Alter, Rasse, Geschlecht und klimatischen Verhältnissen abhängig. Beide Lappen sind gelegentlich durch eine sehr schmale Gewebsbrücke (Isthmus) miteinander verbunden. Das Funktionsgewebe (Parenchym) besteht aus vielen kleinen Bläschen, den Schilddrüsenfollikeln. Die Zellen der Wand dieser Bläschen nennt man Follikelepithel. Sie bilden Thyreoglobulin und geben es an das Innere der Bläschen ab, wo es als „Kolloid“ gespeichert wird. Über einen Natrium-Iodid-Symporter gelangt Jod in die Follikelepithelzellen und wird durch einen Ionenkanal namens Pendrin in das Innere der Bläschen transportiert. Das ebenfalls aus dem Follikelepithel stammende Enzym Thyreoperoxidase ermöglicht die Bindung von Jod an die Tyrosin-Anteile des Thyreoglobulins (für Bindung von Jod an ein Protein wird auch der Begriff Jodorganisierung verwendet). Neben der eigentlichen Schilddrüse findet man etwa bei der Hälfte der Hunde während der Organentstehung versprengtes (ektopes) Schilddrüsengewebe, meist an der Aorta im Bereich des Herzens.
Thyreoglobulin ist die Vorstufe des eigentlichen Schilddrüsenhormons Thyroxin (Tetraiodthyronin, T4). T4 ist zu 99 % an Plasmaproteine, vor allem an das Thyroxin-bindende Globulin gebunden, in geringer Menge an Transthyretin, Albumine und Apolipoproteine. Von diesen Plasmaproteinen wird das biologisch aktive freie Thyroxin (fT4) abgespalten. Das Schilddrüsenhormon Triiodthyronin (T3) wird nur zu etwa 20 % in der Schilddrüse gebildet, der überwiegende Teil entsteht im übrigen Körper durch Abspaltung eines Jod-Atoms vom äußeren Ring des Thyroxins. T3 ist bis zu 5-mal stärker wirksam als T4. Es ist ebenfalls größtenteils an Plasmaproteine gebunden und nur das freie Triiodthyronin (fT3) ist biologisch aktiv. Im Vergleich zum Menschen haben Hunde im Blutserum einen niedrigeren Spiegel an Schilddrüsenhormonen, aber einen höheren Anteil an fT4 und fT3. Nur die freien Schilddrüsenhormone können in die Körperzellen gelangen und somit eine Wirkung entfalten.
Schilddrüsenhormone haben eine Vielzahl von Wirkungen im Organismus. Sie stimulieren den Stoffwechsel nahezu aller Zellen, indem sie an Rezeptoren im Zellkern andocken. Dieser Hormon-Rezeptor-Komplex bindet an die Erbsubstanz Desoxyribonukleinsäure (DNA) und beeinflusst die Genexpression und damit die Bildung vieler Enzyme. Durch Erhöhung der Stoffwechselrate wird Wärme erzeugt, Fettreserven werden mobilisiert und die Fettverbrennung in vielen Geweben gesteigert. Darüber hinaus wird der Kohlenhydratstoffwechsel durch den verstärkten insulinabhängigen Eintritt von Blutzucker in die Zellen, eine gesteigerte Blutzuckerneubildung (Gluconeogenese) und Vielfachzuckerspaltung (Glykogenolyse) beeinflusst. Zudem werden viele Wachstums- und Entwicklungsprozesse durch Schilddrüsenhormone gefördert, die Herzleistung, Durchblutung und Blutbildung werden gesteigert, das Nervensystem stimuliert und Fortpflanzungsprozesse beeinflusst. In den Haarfollikeln hemmen die Schilddrüsenhormone die Apoptose der Matrixzellen und damit die Einleitung der Katagenphase des Haarzyklus. T4 fördert die Zellvermehrung der Matrixzellen und verlängert die Anagenphase und damit das Haarwachstum.
Die Abgabe des Thyroxins wird durch übergeordnete Steuerungszentren reguliert. Im Hypothalamus, der Schnittstelle zwischen Zentralnervensystem und Hormonsystem, liegt der primäre Taktgeber für die Schilddrüsenhormone. Spezialisierte Zellen im Nucleus paraventricularis produzieren bei Bedarf das Hormon Thyreoliberin (Syn. Thyrotropin Releasing Hormone, TRH). Dieses gelangt über die Hypophysenpfortader zur Adenohypophyse, einem Teil der Hirnanhangsdrüse (Hypophyse). Hier stimuliert das TRH die Ausschüttung von Thyreotropin (Thyreoidea-stimulierendes Hormon, TSH), welches die Schilddrüse zur Abgabe von Thyroxin anregt. Man nennt dieses Steuerungssystem auch thyreotroper Regelkreis oder Hypothalamus-Hypophysen-Schilddrüsen-Achse. Ein hoher Spiegel von freiem T4 unterdrückt die Bildung der übergeordneten Hormone TRH und TSH (negative Rückkopplung). Darüber hinaus wird die gewebsspezifische Wirkung der Schilddrüsenhormone durch Membrantransporter, Jod-abspaltende Enzyme (welche T4 in das stärker wirksame T3 oder durch weitere Jod-Abspaltung in inaktive Formen umwandeln) und die Regulation der Hormonrezeptoren gesteuert.

## Häufigkeit
Die Hypothyreose ist eine relativ häufige Hormonerkrankung beim Haushund. Im Patientengut der Klinik der University of California, Davis hatten 0,24 % der Hunde eine Schilddrüsenunterfunktion, wobei eine deutliche Häufung bei einigen Rassen zu beobachten war. Je nach Rasse kann der Anteil der Schilddrüsenkranken (Prävalenz) bis zu 9 % betragen.

## Ursache und Formen

### Primäre Hypothyreose
Die primäre Hypothyreose ist die häufigste Form der Schilddrüsenunterfunktion bei Hunden und macht etwa 95 % der Fälle aus. Sie entsteht durch Zerstörung des Schilddrüsengewebes. In der Hälfte der Fälle ist sie Folge einer Entzündung (lymphozytäre Thyreoiditis). Bei der anderen Hälfte der Fälle tritt sie ohne erkennbare Ursache auf (idiopathisch).

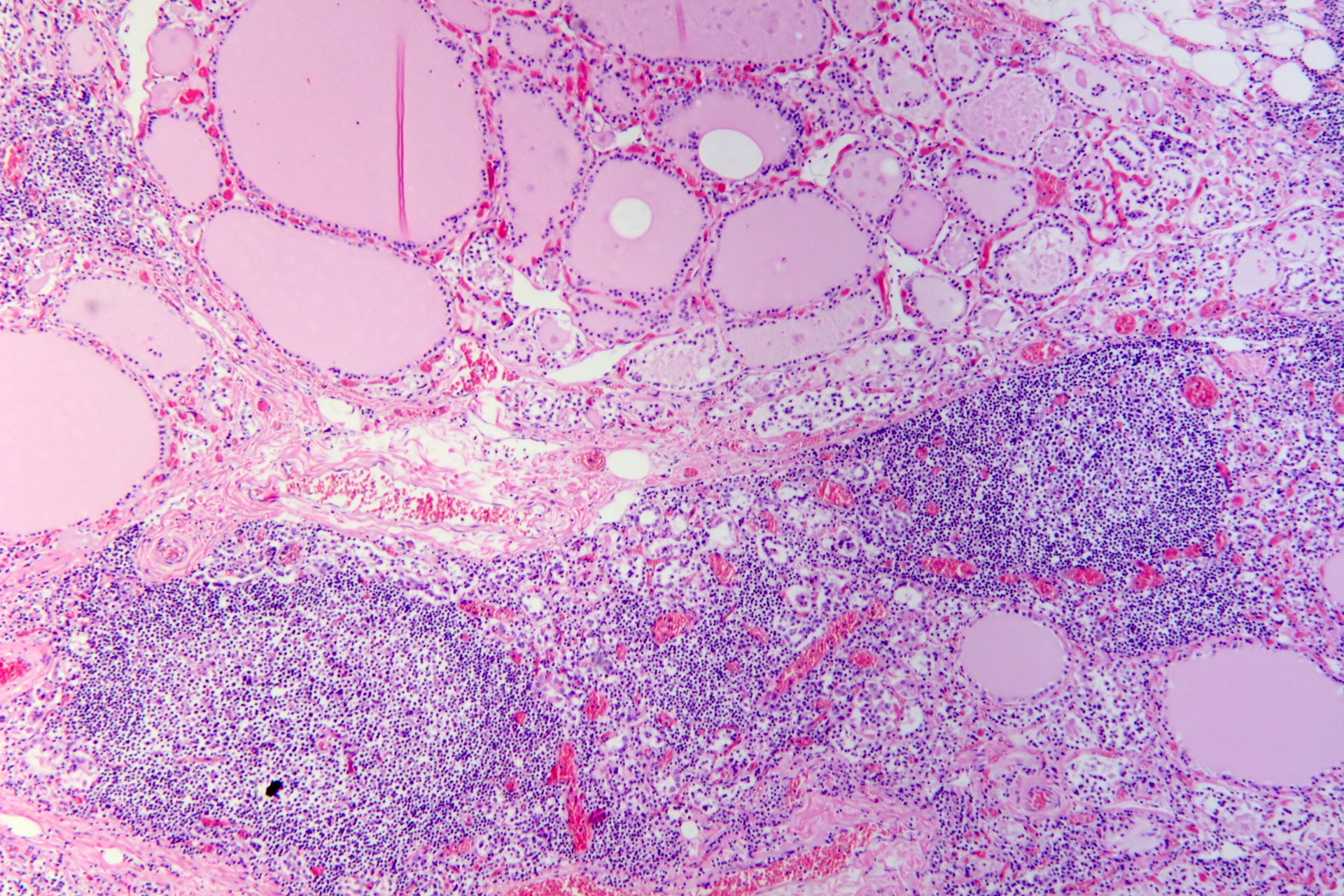
Lymphoide Infiltrate mit Ausbildung von Sekundärfollikeln bei Hashimoto-Thyreoiditis, ein ähnliches histologisches Bild wird auch bei der lymphozytären Thyreoiditis des Hundes beobachtet

Die lymphozytäre Thyreoiditis ist eine Autoimmunerkrankung, das heißt, die Zerstörung des Gewebes wird durch das körpereigene Immunsystem hervorgerufen. Diese Autoimmunthyreopathie ähnelt der Hashimoto-Thyreoiditis des Menschen und ist durch Einwanderung von Lymphozyten, Plasmazellen und Makrophagen gekennzeichnet. Der Auslöser dieser Entzündung ist nicht genau bekannt, aufgrund der Häufung bei einigen Hunderassen und Zuchtlinien innerhalb dieser Rassen wird eine erbliche Komponente angenommen. Eine Studie konnte einen statistischen Zusammenhang zwischen einer Hypothyreose und einer Variante einer Nukleotidsequenz (Haplotyp) auf dem Chromosom 12 nachweisen. In einer finnischen Hovawart-Population wurde eine Heritabilität von 0,47–0,62 ermittelt, weshalb die Autoren einen Zuchtsausschluss betroffener Tiere empfehlen. Infektionen oder Impfschäden konnte man als Auslöser mittlerweile ausschließen. Die Gewebszerstörung verläuft schleichend, aber stetig. Es dauert häufig ein bis drei Jahre, ehe die Erkrankung klinisch zutage tritt. Besonders häufig treten Autoantikörper bei English Pointer, English Setter, Skye Terrier, Deutsch Drahthaar, Bobtail, Deutscher Boxer, Malteser, Kuvasz, Petit Basset Griffon Vendéen, Riesenschnauzer, Wolfsspitz, Bouvier des Flandres, Dobermann, Samojede und Eurasier auf. Auch Deutsche Dogge, Zwergpudel, Irish Setter, Basenji, Rhodesian Ridgeback, Chesapeake Bay Retriever, Beagle, Siberian Husky, Border Collie, Akita Inu und Shetland Sheepdog leiden überdurchschnittlich oft an einer Hypothyreose. Sehr selten kann die lymphozytäre Thyreoiditis mit anderen autoimmunbedingten Hormonstörungen kombiniert sein, etwa mit einer Nebennierenunterfunktion, einem Typ1-Diabetes mellitus, einer Nebenschilddrüsenunterfunktion oder einer lymphozytären Hodenentzündung.
Bei der idiopathischen Atrophie der Schilddrüse treten dagegen keine entzündlichen Infiltrate im Schilddrüsenrestgewebe auf. Das Schilddrüsengewebe ist durch Binde- und Fettgewebe ersetzt. Man nimmt an, dass es sich um eine primär degenerative Erkrankung oder um das Endstadium einer lymphozytären Thyreoiditis handelt. Frühe Läsionen treten herdförmig (fokal) auf, die Schilddrüsenfollikel sind klein, enthalten nur wenig Kolloid und die Epithelzellen sind zunächst hochprismatisch, später kubisch. Da allerdings Hunde mit einer Hypothyreose unter Behandlung eine normale Lebenserwartung haben und daher selten obduziert werden, beruhen die Kenntnisse über den Verlauf dieser Form nur auf einigen Laborhunden.

### Sekundäre Hypothyreose
Die sekundäre Hypothyreose entsteht durch den Mangel des in der Hirnanhangsdrüse gebildeten Thyreotropins (TSH). Dies kann beispielsweise bei einer Unterentwicklung (Hypoplasie) der Hypophyse beim hypophysären Zwergwuchs auftreten. Seltene Ursachen sind Hypophysentumoren und -zysten, Hypophysenentfernung (Hypophysektomie), Kopfverletzungen oder Bestrahlung. Durch den TSH-Mangel werden kaum noch Schilddrüsenhormone produziert und das Schilddrüsengewebe bildet sich durch die Unterforderung zurück (Inaktivitätsatrophie). Auch ein Canines Cushing-Syndrom, die Langzeitgabe von Glukokortikoiden oder Erkrankungen außerhalb der Schilddrüse (Euthyroid-Sick-Syndrom) können zu einer sekundären Hypothyreose führen. Genetisch bedingte sekundäre Hypothyreosen sind beim Riesenschnauzer und beim Zwergschnauzer beschrieben.

### Tertiäre Hypothyreose
Die tertiäre Hypothyreose wird durch einen Mangel an Thyreoliberin (Thyrotropin Releasing Hormone, TRH) verursacht. In einigen Fällen wurde ein TRH-Mangel durch Tumoren im Zwischenhirn verursacht. Ob auch angeborene Fehlbildungen im Hypothalamus oder eine anderweitige Zerstörung der TRH-produzierenden Kerngebiete auftreten, ist nicht bekannt.

### Kongenitale Hypothyreose
Die kongenitale (angeborene) Hypothyreose ist mittlerweile sehr selten. Sie entsteht meist durch Jodmangel der tragenden Hündin infolge einer unzureichenden Zufuhr von Jod mit dem Futter. Thyroxin enthält vier, Triiodthyronin drei Jod-Atome, dieses Spurenelement ist daher für deren Bildung unbedingt erforderlich. Auch das angeborene Fehlen (Aplasie) der Schilddrüse, eine angeborene Unterentwicklung (Hypoplasie) der Schilddrüse oder auch eine Fehlentwicklung (Dysgenesie) der Schilddrüse, eine verminderte Bildung von TRH oder TSH sowie ein reduziertes Ansprechen auf diese Hormone, sehr selten auch Enzymdefekte oder ein Mangel an Thyreoperoxidase können zur angeborenen Hypothyreose führen. Genetisch bedingte Defekte sind für Riesenschnauzer, American Toy Terrier und Deerhound beschrieben.

## Klinisches Bild
Die Symptome einer Schilddrüsenunterfunktion entwickeln sich schleichend und sind unspezifisch. Bei der häufigsten Form, der primären Hypothyreose, treten die ersten Anzeichen im Alter von zwei bis sechs Jahren auf. Betroffene Tiere sind abgeschlagen, leistungsschwach, bewegungsunwillig und nehmen an Gewicht zu, ohne dass die Futteraufnahme gesteigert ist. Dazu kommen sehr häufig Hautveränderungen, seltener sind auch andere Organsysteme betroffen.

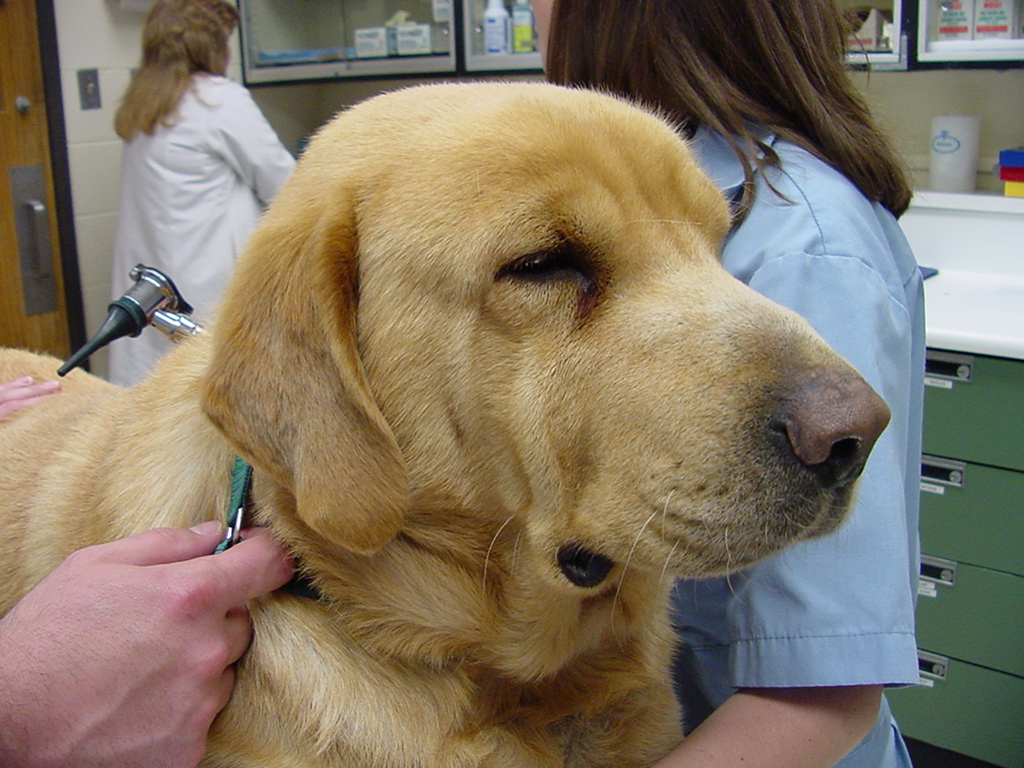
Hypothyreoter Labrador Retriever mit „tragischem Gesichtsausdruck“ infolge Myxödemen.

### Hautprobleme
Hautprobleme sind vor allem ein Haarausfall (Alopezie) ohne Juckreiz, der am häufigsten symmetrisch in den Flanken und/oder am Schwanz („Rattenschwanz“) auftritt. Auch an Stellen, die verstärkter Reibung ausgesetzt sind, kann Haarausfall auftreten, Kopf und Gliedmaßen sind dagegen selten betroffen. Verstärkte Pigmentierung (Hyperpigmentierung), trockener oder öliger Talgfluss (Seborrhö), Hautentzündungen (Dermatitis), die auch eitrig (Pyodermie) sein können, und Gehörgangsentzündungen (Otitis externa) werden häufiger beobachtet. Die niedrigen Schilddrüsenhormonspiegel führen zu einer Verminderung der Immunantwort und dadurch zu vermehrten Hautinfektionen. Bei ausgeprägter Pyodermie kann sekundär auch Juckreiz auftreten. Das Haarkleid ist meist stumpf und trocken und die Haare lassen sich leicht auszupfen. Durch übermäßige Verhornung (Hyperkeratose) können vermehrt Hautschuppen vorkommen. Bei schwerer Hypothyreose können durch Einlagerung von Glykosaminoglykanen, insbesondere Hyaluronsäure, teigige Hautschwellungen (Myxödeme) auftreten, die zu Schwellungen in der Stirn- und Schläfenregion, zu Faltenbildung im Gesicht und herabhängenden oberen Augenlidern führen („tragischer Gesichtsausdruck“).

### Neurologische Ausfälle

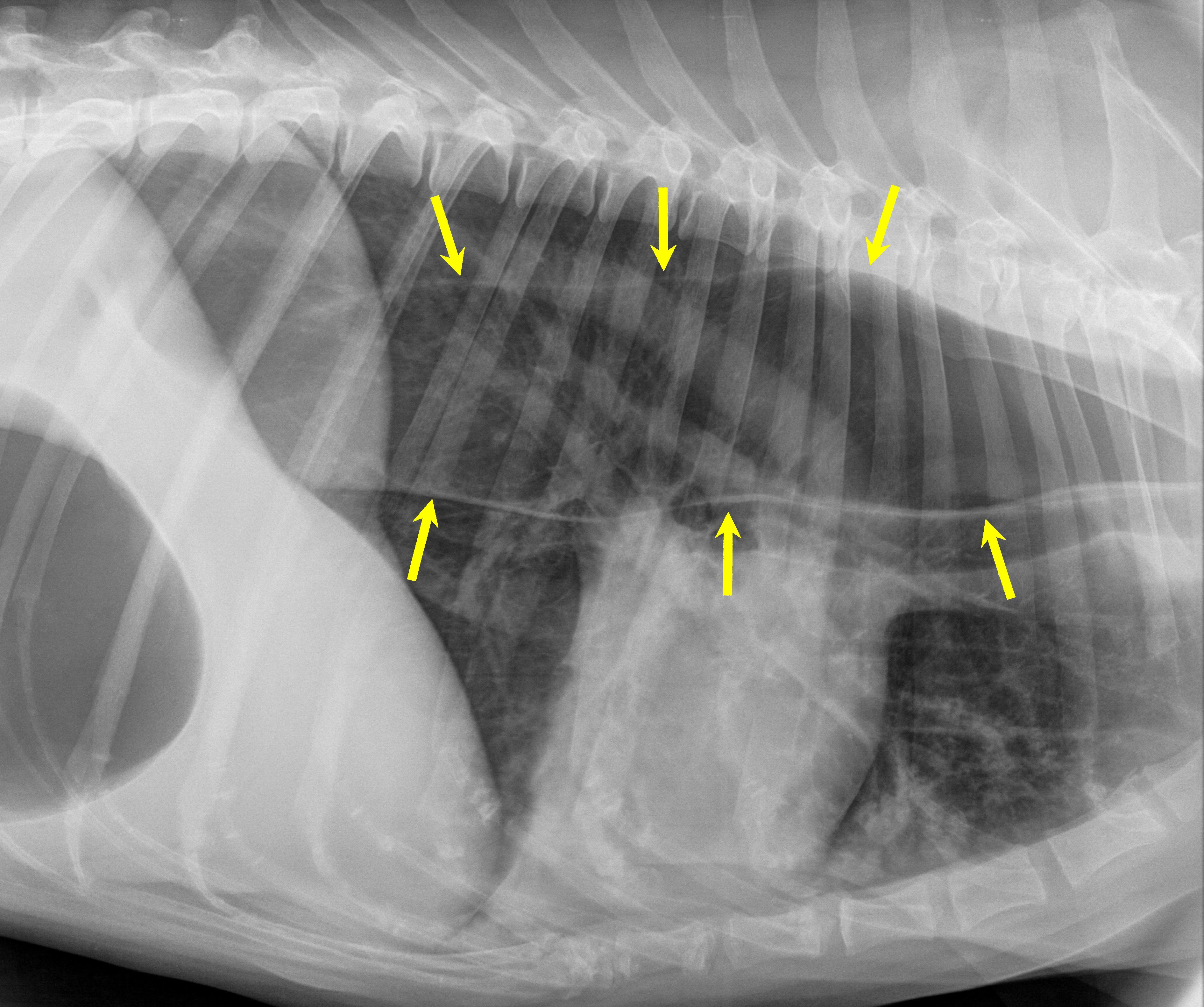
Röntgenbild eines Megaösophagus (Pfeile) bei einem Irish Setter. Der Kopf befindet sich rechts. Ob ein direkter Zusammenhang zwischen Hypothyreose und Megaösophagus existiert, wird in der Literatur kontrovers diskutiert.

Ein weiterer großer Symptomkomplex sind neurologische Erscheinungen, bei einigen Hunden sind sie sogar dominierend. Ursache sind Entmarkungen (Demyelinisation) und Schädigungen der Nervenzellfortsätze (Axonopathien) durch die Schilddrüsenunterfunktion, welche sowohl im zentralen als auch im peripheren Nervensystem auftreten können. Auch die Ansammlung von Glykosaminoglykanen innerhalb der Nervenhüllen (Perineurium und Endoneurium), Mangeldurchblutung (Ischämie), Schlaganfall oder Fettanreicherung im Blut (Hyperlipidämie) verursachen neurologische Ausfälle. Dabei kann es zu epilepsieartigen Anfällen, Gangstörungen (Ataxie), Kreiswandern, Ausfällen der Haltungs- und Stellungsreaktionen, Kopfschiefhaltung (Torticollis), Augenzittern (Nystagmus), Gesichtsnervenlähmungen, genereller Muskelschwäche, Lähmungen aller vier Extremitäten (Tetraparese) und Überköten kommen. In der Skelettmuskulatur ruft die Schilddrüsenunterfunktion eine Typ-2-Muskelfaseratrophie und -degeneration mit Muskelschwund und Bewegungsunlust hervor. Inwieweit die bei hypothyreoten Hunden gelegentlich beobachtete Kehlkopf- (Larynxparalyse) und Speiseröhrenlähmung mit Speiseröhrenerweiterung (Megaösophagus) direkt auf die Schilddrüsenunterfunktion zurückzuführen sind, ist umstritten.

### Fortpflanzungsstörungen
Die lange im Zusammenhang mit einer Schilddrüsenunterfunktion gesehenen Fruchtbarkeitsstörungen beim Rüden wie reduzierter Sexualtrieb, Hodenatrophie und verminderte Spermienzahl (Oligospermie) ließen sich in einer experimentellen Studie, im Gegensatz zu anderen Hypothyreose-Symptomen, nicht reproduzieren. Deshalb wird ein direkter Zusammenhang zwischen Rüdenfruchtbarkeit und Schilddrüsenfunktion mittlerweile als wenig wahrscheinlich angesehen.
Bei der Hündin werden häufig Fruchtbarkeitsstörungen beobachtet und ein direkter Zusammenhang mit einer Schilddrüsenunterfunktion ließ sich zumindest für einige Störungen auch experimentell nachweisen. Die Verlängerung des Zeitraums zwischen den Läufigkeiten, abgeschwächte oder stumme Läufigkeiten, verlängerte Blutungen, Milchfluss (Galaktorrhoe) und Gesäugeanschwellung (Gynäkomastie) ließen sich zwar bei einer kurzzeitig künstlich ausgelösten Schilddrüsenunterfunktion nicht beobachten, aber vermehrt Geburtsstörungen, Fehl- und Totgeburten sowie die Geburt lebensschwacher Welpen und eine erhöhte Welpensterblichkeit.

### Weitere Symptome
Selten treten auch Kreislauf-, Gerinnungs- und Verdauungsstörungen bei einer Hypothyreose auf. Die leichte Abnahme der Kontraktionskraft des Herzmuskels tritt im alltäglichen Leben nicht zutage, kann aber bei einer längeren Narkose von Bedeutung sein. Der Von-Willebrand-Faktor wird durch eine Hypothyreose normalerweise nicht beeinflusst, selten kann sich aber bei der Therapie einer Schilddrüsenunterfunktion mit Levothyroxin (s. u.) bei Hunden mit bestehender Von-Willebrand-Krankheit die Blutungsneigung verschlimmern. Eine Schilddrüsenunterfunktion führt zu einer Abnahme der glomerulären Filtrationsrate in der Niere, dies spielt aber nur bei nierenkranken Hunden mit einem ausgeprägten Anstieg harnpflichtiger Stoffe im Blut (Azotämie) eine Rolle. Die Bedeutung der Schilddrüse bei Verhaltensproblemen wird kontrovers diskutiert. In einer experimentellen Studie ließ sich die häufig postulierte erhöhte Aggressivität bei hypothyreoten Hunden nicht auslösen.

### Myxödemkoma
Das Myxödemkoma ist ein sehr seltener, aber lebensbedrohlicher Zustand bei einer Hypothyreose und damit ein Notfall. Es ist durch ausgeprägte Schwäche, Verlangsamung des Herzschlags (Bradykardie), Untertemperatur (Hypothermie) und Myxödeme gekennzeichnet. Dies kann zu einer Starre (Stupor) und schließlich zur Bewusstlosigkeit (Koma) führen. Im Blut kommt es zum Abfall des Blutzuckers (Hypoglykämie), des Natriums (Hyponatriämie) und des Sauerstoffgehalts (Hypoxämie) sowie zu einer Übersäuerung (Azidose). Blutfette und Cholesterin steigen dagegen an (Hyperlipidämie, Hypercholesterinämie). Zudem tritt eine Blutarmut ohne entsprechende Blutneubildung (aregenerative Anämie) auf.

### Kretinismus
Kretinismus ist das Vollbild einer Hypothyreose bei Welpen. Wie bei der angeborenen Hypothyreose des Menschen entstehen die Symptome nicht zur Geburt, sondern erst in der weiteren Entwicklung, beim Hund mit ein bis drei Monaten. Körper, Kopf und Zunge betroffener Welpen sind überproportional groß, die Gliedmaßen kurz. Die Welpen bleiben in der geistigen Entwicklung stark zurück, sind antriebslos und zeigen kein normales Spielverhalten. Sie behalten ihr „Welpenfell“, der Zahnwechsel ist verzögert, Haarausfall und ein Kropf können auftreten.

## Diagnostik

### Routine-Labordiagnostik
Labordiagnostisch sind im Blut Cholesterin (Hypercholesterinämie in 75 % der Fälle) und Triglyzeride (Hyperlipidämie, Hypertriglyceridämie) sehr häufig erhöht. Auch wenn es andere Ursachen für eine Hypercholesterinämie gibt, ist ihr Auftreten bei entsprechenden klinischen Symptomen ein starkes Indiz für eine Hypothyreose. Eine weitere mögliche Blutveränderung ist eine leichte Blutarmut mit normal großen roten Blutkörperchen, normalem Blutfarbstoffgehalt und ohne nennenswerte Blutneubildung (normozytäre, normochrome, aregenerative Anämie). Sie tritt etwa bei einem Drittel der hypothyreoten Hunde auf. Selten sind einige Blutenzyme (LDH, AST, ALT, ALP und CK) erhöht, dies ist für die Diagnostik der Erkrankung aber ohne Belang.

### Schilddrüsenfunktionstests
Hauptpfeiler der Diagnostik sind Schilddrüsenfunktionstests. Ist ausreichend fT4 vorhanden, wird über eine negative Rückkopplung die Bildung und Freisetzung von Thyreotropin (TSH) vermindert. Als Basisinformationen werden daher T4 und/oder fT4, TSH und eventuell noch Autoantikörper bestimmt.
Ist der Blutspiegel des Thyroxins im Normalbereich (1–4 µg/dl bzw. 13–47 nmol/l, die Werte sind zu einem gewissen Grad laborspezifisch), kann eine Hypothyreose nahezu ausgeschlossen werden. Extrem selten können Schilddrüsen-Autoantikörper die T4-Messung im Labor beeinflussen und zu scheinbar normalen oder sogar erhöhten T4-Ergebnissen führen. Ein erniedrigtes T4 ist kein ausreichendes Kriterium für eine Hypothyreose, da auch andere Erkrankungen oder Medikamente dessen Bildung verringern können. Ein normales fT4 schließt eine Hypothyreose aus, für erniedrigte Werte gilt das gleiche wie für T4, obwohl fT4 weniger stark durch andere Erkrankungen beeinflusst wird. Triiodthyronin (T3) wird vor allem außerhalb der Schilddrüse aus T4 gebildet und ist daher zur Diagnostik nicht geeignet. Einige Medikamente haben einen Einfluss auf den T4-Spiegel: Amiodaron und Ipodat führen zu erhöhten, Acetylsalicylsäure, Clomipramin, Carprofen, Glucocorticoide, Furosemid, Phenobarbital, Phenylbutazon, Progestagene, Propylthiouracil, Sulfonamide und Thiamazol zu verringerten Werten. Freies T4 wird von weniger Wirkstoffen beeinflusst: Acetylsalicylsäure, Cloprimanin, Carprofen, Glucocorticoide, Phenobarbital, Propylthiouracil, Sulfonamide und Thiamazol senken auch den fT4-Spiegel. Windhunde und nordische Hunderassen wie der Siberian Husky haben physiologisch niedrigere T4- und fT4-Werte, bei ihnen liegt die untere Grenze von T4 bei 0,4 µg/dl (5 nmol/l), die von fT4 bei 0,4 ng/dl (5 pmol/l).
| Parameter       | Sensitivität | Spezifität | Genauigkeit |
| --------------- | ------------ | ---------- | ----------- |
| T4 ↓            | 89–100       | 75–82      | 85          |
| fT4 ↓           | 80–98        | 93–94      | 95          |
| TSH ↑           | 63–87        | 82–93      | 80–84       |
| T4 ↓ und TSH ↑  | 63–67        | 98–100     | 82–88       |
| fT4 ↓ und TSH ↑ | 74           | 98         | 86          |

TSH sollte im Normalfall bei niedrigem Schilddrüsenhormonspiegel von der Hirnanhangsdrüse vermehrt ausgeschüttet werden, um deren Bildung in der Schilddrüse anzukurbeln. Hohe TSH-Spiegel (> 0,6 ng/ml) bei gleichzeitig niedrigen T4 sind daher nahezu beweisend für eine Hypothyreose. 20 % (nach Angaben einiger Autoren bis zu 40 %) der hypothyreoten Hunde haben jedoch normale oder sogar erniedrigte TSH-Werte. Mögliche Ursachen sind die pulsatile Ausschüttung des Hormons, die Erschöpfung der Bildungskapazität bei länger bestehender Erkrankung, die Unterdrückung durch andere Faktoren oder eine sekundäre Hypothyreose. Einige Medikamente können den Spiegel des TSH beeinflussen: Carprofen kann zu erniedrigten Spiegeln führen, Thiamazol, Propylthiouracil und Sulfonamide zu erhöhten, Phenobarbital kann den Anstieg des TSH verzögern.
Weitere Schilddrüsenfunktionstests sind der TSH- und der TRH-Stimulationstest. Dabei wird dem Hund synthetisches TSH bzw. TRH verabreicht, was normalerweise die Schilddrüse stimuliert. TRH ist derzeit nicht auf dem Markt verfügbar. TSH ist als rekombinantes Humanthyreotropin (rhTSH) erhältlich, allerdings ist dieses relativ teuer. Beim Test werden 75 oder 150 µg intravenös verabreicht und die T4-Werte zum Zeitpunkt der Verabreichung und nach sechs Stunden verglichen. Nach dieser Zeit sollte T4 bei gesunden Hunden oberhalb von 2,5 µg/dl und mindestens beim 1,5fachen des Ausgangswerts liegen. Vorteil des TSH-Stimulationstests ist, dass er weniger von anderen Faktoren wie Medikamenten beeinflusst wird. Die Sensitivität des TSH-Stimulationstests liegt zwischen 93 und 100 % und die Spezifität zwischen 97 und 93 %, je nachdem welcher T4-Testtrennwert zugrunde gelegt wird.

### Autoantikörper
Autoantikörper gegen das Thyreoglobulin (Tg) und manchmal auch das an sie gebundene Thyroxin treten nur bei der lymphozytären Thyreoiditis auf. Die entsprechenden antikörperbasierten Nachweisverfahren (Enzyme-linked Immunosorbent Assay, ELISA) sind sensitiv und spezifisch, sagen aber nichts über den Schweregrad und das Fortschreiten der Erkrankung aus. Der Nachweis von Tg-Autoantikörpern ist bei niedrigen T4/fT4 ein weiteres Indiz für eine Hypothyreose, aber kein Beweis. Tg-Autoantikörper selbst sind für die klinischen Symptome nicht verantwortlich. Bei schilddrüsenkranken Hunden kann ihr Nachweis negativ, bei schilddrüsengesunden (euthyreoten) Hunden positiv sein, weshalb dieser allein zur Feststellung einer Hypothyreose nicht geeignet sind. Bei fraglichen Fällen sollte der Test nach drei bis sechs Monaten wiederholt werden. Der Nachweis von Thyreoperoxidase-Antikörpern (TPO-AK), welcher zur Diagnostik der Hashimoto-Thyreoiditis des Menschen durchgeführt wird, wurde zwar auch für den Hund untersucht, aber bislang gibt es keine praktikablen Tests für den Routineeinsatz, weshalb TPO-AK in der tiermedizinischen Diagnostik keine Rolle spielen.

### Weitere diagnostische Methoden

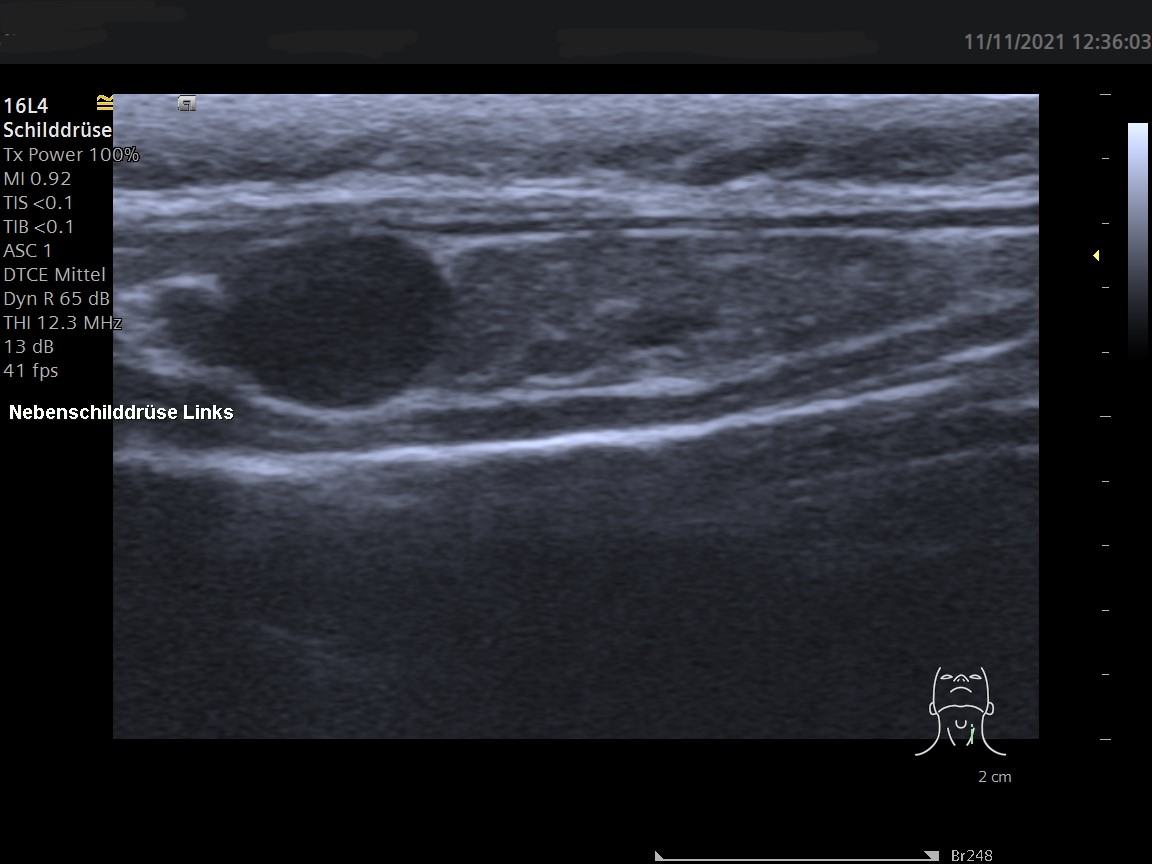
Ultraschallbild einer normalen Schilddrüse vom Hund. Im vorderen Pol (links im Bild) liegt jedoch ein Adenom des inneren Epithelkörperchens vor

Die histopathologische Untersuchung von Hautstanzproben (Hautbiopsien) ist ein in der Dermatologie recht häufig eingesetztes weiterführendes Diagnoseverfahren, wenn weniger invasive Methoden keine eindeutigen Befunde liefern. Im histopathologischen Bild sind die Haarbalgmuskeln vergrößert, die Lederhaut ist verdickt, der Muzingehalt ist jedoch nur selten erhöht. Es treten nur wenige Haarfollikel im Anagen-Stadium auf, und es dominieren kleine Haarfollikel. Durch die übermäßige Verhornung (Hyperkeratose) sind die Haartrichter der Haarfollikel mit Keratinpfröpfen verlegt. Bei Pyodermie finden sich darüber hinaus Infiltrate aus Entzündungszellen. Bei der kongenitalen Hypothyreose aufgrund eines Jodmangels des Muttertiers sind die Schilddrüsenfollikelzellen hypertrophiert und die Haut ist weitgehend haarlos.
Mittels Sonografie lässt sich die Schilddrüse im Bild darstellen und vermessen. Bei Hunden mit Hypothyreose kann häufig eine Verkleinerung des Volumens und der maximalen Querschnittsfläche sowie eine verminderte Echogenität nachgewiesen werden. Diese Untersuchungsmethode kann insbesondere auch zum Ausschluss eines Euthyroid-Sick-Syndroms dienen, da bei diesen Tieren die Schilddrüse gegenüber gesunden Tieren nicht verändert ist. Eine Studie am Beagle stellte die Schilddrüsenquerschnittsfläche ins Verhältnis zu der der Halsschlagader. Es betrug bei gesunden Hunden 1,53 and war damit signifikant größer als bei hypothyreoten mit 0,83. Die Ultraschalluntersuchung der Schilddrüse ist allerdings schwierig und wird daher nicht routinemäßig eingesetzt. Sonografische Befunde sollten stets in Zusammenhang mit klinischen und labordiagnostischen Befunden betrachtet werden.
Die Schilddrüsenszintigraphie ist nur in wenigen hochspezialisierten Einrichtungen möglich und relativ teuer. Sie wird daher nicht routinemäßig durchgeführt. Zum Einsatz kommt dafür Pertechnetat, die Ergebnisse sind aber nicht immer eindeutig und können beispielsweise durch Glucocorticoide verfälscht sein.

### Diagnosestellung
Die Diagnose wird immer auf der kombinierten Beurteilung von klinischen Symptomen, allgemeinen Laboruntersuchungen und Schilddrüsenfunktionstests gestellt. Ein mittelgroßer oder großer Hund mittleren Alters (3–10 Jahre), der einer häufiger betroffenen Rasse angehört, sind weitere Hinweise, die auf diese Erkrankung hinweisen.

Diagnoseschema für die Hypothyreose des Hundes

Ein alleiniger Nachweis erniedrigter T4-Konzentrationen ist zur Diagnose ungeeignet, insbesondere wenn es keine klinischen Anzeichen für eine Hypothyreose gibt. In diesem Fall sollten eventuell verabreichte Medikamente geprüft und ein Euthyroid-Sick-Syndrom in Betracht gezogen werden, der Hund in der Folgezeit auf das Eintreten von Hypothyreose-Anzeichen überwacht und dann erneut getestet werden. Abgeschlagenheit, Gewichtszunahme, Hautveränderungen und Schwäche verbunden mit erhöhten Blutfetten und Cholesterin und erniedrigtem T4 ist bereits stark hinweisend für eine Hypothyreose. Ist T4 im fraglichen Bereich, sollten fT4 und TSH sowie Tg-Autoantikörper bestimmt werden. Leider führt auch dies nicht immer zu eindeutigen Resultaten. Wie dann weiter verfahren wird, hängt vom klinischen Schweregrad der Erkrankung ab. Bei milder Symptomatik werden die Tests ohne Behandlung in drei bis sechs Monaten wiederholt. Da die Auswertung der Schilddrüsenfunktionstests nicht immer einfach und eindeutig ist, gilt die Hypothyreose als eine der am meisten überdiagnostizierten Erkrankungen. In einer Studie aus dem Jahr 2024 an 102 Hunden mit der Diagnose Schilddrüsenunterfunktion durch den Haustierarzt hielten Spezialisten nur bei etwa der Hälfte der Fälle eine Behandlung für sinnvoll. Nur bei ausgeprägten klinischen Symptomen sollte mit einer versuchsweisen („diagnostischen“) Therapie begonnen werden. Verbessert sich das klinische Bild unter einer solchen Therapie, ist das immer noch kein Beweis für eine Hypothyreose, denn dies kann auch durch unspezifische anabole Effekte des zur Behandlung eingesetzten Levothyroxins bedingt sein. Daher sollte die Behandlung nach Abklingen der Symptome langsam abgesetzt werden (Ausschleichung). Treten dann die Symptome wieder auf, ist eine Hypothyreose sehr wahrscheinlich. Wird ein schilddrüsengesunder (euthyreoter) Hund längere Zeit mit Schilddrüsenhormonen behandelt, so wird durch die negative Rückkopplung die TSH-Sekretion unterdrückt und die Schilddrüse bildet sich zurück. Auch nach Absetzen der Behandlung können bei diesen Tieren die Schilddrüsenhormonspiegel für bis zu einem Monat unter den Normalwerten liegen.

### Diagnostik beim Welpen
Bei der angeborenen Hypothyreose werden T4 und, ähnlich wie beim Neugeborenenscreening beim Menschen (→ Angeborene Hypothyreose), TSH bestimmt. Bei einem Jodmangel, primärer Fehlfunktion und intakter Hypothalamus-Hypophysen-Schilddrüsen-Achse ist TSH erhöht. Bei anderen Störungen liegt es dagegen im Normalbereich, bei den extrem seltenen Störungen im Hypothalamus oder der Hypophyse ist es nicht nachweisbar. Ein Kropf tritt nur bei intakter Hypophysen-Schilddrüsen-Achse auf, die Ursache ist also in den Schilddrüsenfollikeln zu finden und meist ein Jodorganisationsdefekt. Die kongenitale Hypothyreose ist sehr selten, sie wird aber vermutlich deutlich unterdiagnostiziert, also seltener nachgewiesen als sie vorkommt.

## Medikamentöse Behandlung

Strukturformel von Levothyroxin

Zur Behandlung wird synthetisches Thyroxin, das Natrium-Levothyroxin, eingesetzt. Es wird peroral als Tablette (Handelsnamen Forthyron, Kelevo, Thyroxavet und Wethyrox) oder in flüssiger Form (Handelsname Leventa) verabreicht. Die Flüssigformulierung hat eine höhere Bioverfügbarkeit als die Tabletten. Gleichzeitige Futtergabe verzögert die Wirkstoffaufnahme im Darm und reduziert die Bioverfügbarkeit um 45 %, weshalb das Medikament nüchtern verabreicht werden sollte. Die Gabe erfolgt ein- bis zweimal täglich. Die Plasmahalbwertszeit beträgt 9 bis 14 Stunden.
Die Behandlung sollte für mindestens vier Wochen durchgeführt werden, um die Wirksamkeit beurteilen zu können. Die geistige Aufmerksamkeit und Aktivität verbessern sich meist schon nach einer Woche, ein ausgeprägter Haarausfall kann auch erst nach 6 Monaten abheilen. Gelegentlich kann sich zu Beginn der Haarausfall sogar noch verstärken, wenn sich viele Haare im Telogenstadium des Haarzyklus befinden und abgestoßen werden.
Verbessert sich nach zwei Monaten Behandlung das Befinden nicht, sind eine Fehldiagnose oder Fehler bei der Verabreichung (falsche Dosis oder Verabreichungshäufigkeit, Gabe mit dem Futter, abgelaufenes Präparat) am wahrscheinlichsten. Vor allem ein Cushing-Syndrom (Nebennierenrindenüberfunktion) kann eine ähnliche Symptomatik wie die Hypothyreose verursachen und auch zu reduzierten T4-Werten führen. Eine gleichzeitig vorliegende Flohallergie oder Atopische Dermatitis können eine Verbesserung der Hautprobleme verhindern.
Vier Wochen nach Behandlungsbeginn oder bei Anzeichen einer Thyreotoxikose (s. u.) sollten die T4- und TSH-Konzentrationen zur Therapieüberwachung bestimmt werden. Die Blutentnahme sollte dabei vier bis sechs Stunden nach Verabreichung des Levothyroxins erfolgen, weil zu diesem Zeitpunkt die Konzentration von T4 am höchsten ist. Gegebenenfalls sollte die Diagnose überprüft werden. Bei trächtigen Hündinnen ist keine Anpassung der Dosis notwendig.
Die Behandlung mit Levothyroxin muss lebenslang fortgesetzt werden, die T4-Werte sollten alle 6 bis 12 Monate kontrolliert werden.

## Thyreotoxikose
Die Thyreotoxikose ist eine Erkrankung, die durch toxisch hohe Thyroxinspiegel ausgelöst wird. Sie tritt entweder bei Überdosierung von Levothyroxin auf oder bei Hunden, bei denen individuell die Plasmahalbwertszeit dieses Wirkstoffs verlängert ist, so dass es dessen Anreicherung im Blut kommt. Auch Hunde mit Leber- und Nierenschwäche können einen verzögerten Abbau des Wirkstoffs zeigen. Typische Anzeichen einer Thyreotoxikose sind Nervosität, Hecheln, beschleunigte Atmung (Tachypnoe), Herzrasen (Tachykardie), vermehrtes Trinken (Polydipsie) und Urinieren (Polyurie), Fresssucht (Polyphagie) und Gewichtsverlust. Bei der Blutuntersuchung ist in der Regel T4 erhöht und TSH ist nicht mehr nachweisbar. Die Symptome verschwinden normalerweise, wenn die Levothyroxin-Gabe für ein paar Tage unterbrochen wird.

## Prognose
Bei primärer Hypothyreose und adäquater Behandlung ist die Prognose ausgezeichnet, das heißt, die Lebensqualität ist sehr gut und die Lebenserwartung ist normal. Allerdings sollten betroffene Tiere von der Zucht ausgeschlossen werden, um die Verbreitung der Krankheit innerhalb der Hundepopulation zu reduzieren.
Bei Welpen hängt die Prognose vom Zeitpunkt der Diagnose und der rechtzeitigen Behandlung ab. Bei Tieren mit ausgeprägtem Kretinismus ist die Behandlungsaussicht schlecht, aber auch bei frühzeitiger Behandlung können sich im weiteren Wachstumsverlauf Knochen- und Gelenkschäden (Osteoarthritis) entwickeln.
Bei sekundärer Hypothyreose ist die Behandlungsaussicht von der zugrundeliegenden Erkrankung abhängig. Ist die TSH-Produktion durch Glucocorticoide erniedrigt, so ist die Prognose sehr gut, vorausgesetzt, die Glucocorticoide können abgesetzt werden. Liegen eine Unterentwicklung oder Schädigung der Hirnanhangsdrüse vor, ist die Prognose auch vom Ausmaß des Ausfalls der anderen Hypophysenhormone abhängig. Bei Tumoren der Hirnanhangsdrüse ist die Prognose schlecht.

## Hypothyreose bei anderen Tierarten
Abgesehen von Hypothyreosen bei großen Pflanzenfressern in Jodmangelgebieten ist die Erkrankung beim Hund viel häufiger als bei anderen Tierarten.
Bei Hauskatzen kommt eine Hypothyreose praktisch nur im Rahmen der Behandlung einer Schilddrüsenüberfunktion (Feline Hyperthyreose) vor, nämlich bei Überdosierungen von Thiamazol, nach Schilddrüsenentfernungen oder nach einer Radiojodtherapie. Einzelfälle einer genetisch bedingten kongenitalen und einer primären Hypothyreose bei erwachsenen Katzen sind beschrieben. Bei Fohlen sind vor allem die Aufnahme von die Jodaufnahme und den Jodeinbau störenden Substanzen (Goitrogene) über bestimmte Futtermittel durch die Mutterstute im Sinne einer kongenitalen Hypothyreose von Bedeutung, während die Erkrankung älterer Tiere sehr selten ist. Auch bei Hausrindern kommt eine Hypothyreose vor allem durch primären (geringer Gehalt im Boden und damit Futter in Gebirgs- oder Vorgebirgsregionen) oder sekundären Jodmangel (Goitrogene) vor. Da Futter mittlerweile häufig auch zugekauft wird. Auch eine Fluorose kann bei Rindern eine Hypothyreose auslösen. Bei Hausschafen tritt die Hypothyreose vor allem in Jodmangelgebieten auf. Auch eine Hypothyreose nach Infektion der Föten über den Mutterkuchen mit dem Border-Disease-Virus, dem Erreger der Border Disease, ist beschrieben. Bei Ziegen spielen neben primären Hypothyreosen vor allem Goitrogene als Auslöser einer Hypothyreose eine Rolle, ebenso bei Hausschweinen. Bei Mäusen gibt es eine autosomal-rezessiv vererbte primäre Hypothyreose. Bei Ratten kommt sowohl eine erblich bedingte tertiäre als auch die kongenitale Hypothyreose vor.
Für den Sumatra- (Pongo abelii) und Borneo-Orang-Utan (Pongo pygmaeus) gibt es Einzelfallberichte über eine kongenitale Hypothyreose, für den Westlichen Flachlandgorilla (Gorilla gorilla gorilla) über eine primäre Hypothyreose Insgesamt treten Autoantikörper bei anderen Menschenaffen als dem Menschen wesentlich seltener auf. Kein Tier mit Autoantikörpern hatte in einer Studie eine manifeste Hypothyreose, sodass bei diesen vermutlich andere Ursachen für die Hypothyreose dominieren. Ein Einzelfallbericht beschreibt eine primäre Hypothyreose beim Kanadischen Luchs (Lynx canadensis). Für den Amerikanischen Schwarzbär (Ursus americanus) sind eine Hypothyreose aufgrund eines Zystadenoms der Schilddrüse und eine kongenitale Hypothyreose nachgewiesen. Für den Rotbüffel (Syncerus nanus) gibt es einen Fallbericht zu einer Hypothyreose, für das Lama (Lama glama) eine Studie zu einer Häufung der Erkrankung in einer eng verwandten Gruppe. In einer Population Großer Tümmler (Tursiops truncatus) mit hoher PCB-Belastung wurde bei 26 % der Tiere eine toxisch bedingte Hypothyreose ermittelt.
Bei Hühnern ist eine genetisch bedingte, primäre autoimmune Hypothyreose beschrieben. Durch selektive Zucht mit betroffenen Hühnern konnte ihr Anteil in der Population auf 80 % gesteigert werden, womit eine hohe Erblichkeit nachgewiesen wurde. Die Infektion von Hühnerembryonen mit dem Aviären Leukosevirus führt zu einer kongenitalen Hypothyreose. Bei Papageien, insbesondere bei Wellensittichen, gab es in der Vergangenheit sehr häufig Hypothyreosen aufgrund eines Jodmangels mit Struma und Befiederungsstörungen. Durch die Jodsupplementierung kommerzieller Futtermischungen ist dieses Krankheitsbild aber mittlerweile extrem selten. Beim Rußstelzenläufer (Himantopus novaezelandiae) ist eine Hypothyreose infolge einer Schilddrüsendysplasie beschrieben. Bei Schildkröten treten vereinzelt Hypothyreosen auf. Beim Medaka (Japanischer Reisfisch, Oryzias latipes) existiert eine Mutante (kamaitachi) mit genetisch bedingter Hypothyreose. Bei Regenbogenforellen (Oncorhynchus mykiss) konnte durch die Verwendung eines Futters mit goitrogenhaltigen Rapssamen eine Hypothyreose mit Wachstumsverzögerung ausgelöst werden. Bei mehreren Haiarten wurde eine Hypothyreose durch den Zusatz von Ozon zum Beckenwasser ausgelöst.

### Wissenschaftliche Literatur
- Richard W. Nelson und Ann-Marie Della Maggiore: Canine hypothyreose. In: Richard W. Nelson und C. Guillermo Couto (Hrsg.): Innere Medizin der Kleintiere. 6. Auflage. Elsevier, Urban & Fischer, München 2023, ISBN 978-3-437-57043-8, S. 743–760.
- Sina Strey, Reinhard Mischke, Johanna Rieder: Hypothyreose beim Hund: eine Übersicht. In: Tierärztliche Praxis Kleintiere. Band 49, Nr. 3, Juni 2021, S. 195–205, doi:10.1055/a-1367-3387, PMID 34157761.
- M. Dolores Pérez Alenza, Carolina Arenas Bermejo: Update about canine hypothyroidism and feline hyperthyroidism. Grupo Asís Biomedia S.L., Saragossa 2018, ISBN 978-84-18339-75-2 (englisch).

### Populärwissenschaftliche Literatur
- Beate Zimmermann: Schilddrüse und Verhalten: Schilddrüsenunterfunktion beim Hund. 4. Auflage. MenschHund! Verlag, Zossen 2012, ISBN 978-3-9810821-5-9.
- Lara Steinhoff: Schilddrüsenunterfunktion beim Hund. Easy Dogs, Nürnberg 2020, ISBN 978-3-947773-01-5.
- Kazzrie B. Dodd: Canine Hypothyroidism: Detection, Diagnosis And Prevention. CreateSpace Independent Publishing Platform, Scotts Valley 2017, ISBN 978-1-5465-8145-1 (englisch).